# Premonition (Peter Frampton)
Premonition è il nono album in studio del musicista britannico Peter Frampton, pubblicato nel 1986.

## Tracce
1. Stop – 4:52 (Peter Frampton, Mark Goldenberg)
2. Hiding from a Heartache – 4:57 (Frampton, Steve Broughton Lunt, Arthur Stead)
3. You Know So Well – 3:43 (Frampton)
4. Premonition – 4:43 (Frampton, Rob Sabino)
5. Lying – 4:13 (Frampton)
6. Moving a Mountain – 5:03 (Frampton, Steve Broughton Lunt, Mark Goldenberg)
7. All Eyes on You – 4:13 (Frampton)
8. Into View – 4:42 (Frampton)
9. Call of the Wild – 5:44 (Frampton, Steve Broughton Lunt)